# Rapeman
Rapeman war eine US-amerikanische Noise-Rock-/Post-Hardcore-Band.
Sie bestand aus Steve Albini (Big Black, Shellac), David Wm. Sims und Rey Washam (beide ehemalige Mitglieder von Scratch Acid). Der provokante Name Rapeman, engl. "Vergewaltiger", stammt – laut Albini – aus dem japanischen Comic The Rapeman, in dem die Titelfigur Vergewaltigung zur Durchsetzung von Gerechtigkeit verwendet. Washam und Albini waren so verwundert davon, dass ein solcher Comic in einer modernen Gesellschaft wie der Japans toleriert wird, dass sie die Band nach dem Anti-Helden des Comics benannten.
Bei Konzerten der Band kam es oft zu Protesten, die Band mache sich über Vergewaltigungen und Gewalt gegen Frauen lustig und heiße sie gut. Albini nennt diese Kritik idiotisch und argumentiert, die Punk-Szene stehe dem Feminismus generell positiv gegenüber.
1989 löste sich Rapeman auf. Albini blieb als (Independent-)Musik-Produzent tätig und gründete 1992 die Band Shellac. Sims fand sich wieder mit ex-Scratch Acid Sänger David Yow zusammen, mit dem er die Band The Jesus Lizard gründete.
Der Bandname ist an die gleichnamige Erotik-Mangareihe von Keiko Aisagi angelehnt.

## Diskografie
- 1988: Hated Chinee b/w Marmoset (7")
- 1988: Budd (EP)
- 1988: Two Nuns and a Pack Mule (LP)
- 1989: Inki's Butt Crack b/w Song Number One (Sub Pop Singles Club 7")